# Zdena Hadrbolcová
Zdena Hadrbolcová (Praag, 13 juli 1937 – 20 november 2023) was een Tsjechisch actrice.

## Leven en werk
Hadrbolcová doorliep een Franse grammar school in Praag en studeerde vervolgens voor theaterregisseuse aan de Academie voor Uitvoerende Kunsten in Praag. Na haar afstuderen speelde ze in diverse theaterproducties in de theaters Divadlo pod Palmovkou, Theatre on the Edge en Divadlo Na zábradlí. Naast acteren schreef ze ook theaterstukken: zo schreef ze in de jaren 1970 het stuk Paraple paní Černé, een detective.
Verder speelde Hadrbolcová in 112 films en 18 televisieseries. Haar bekendste rollen waren die in Páni kluci (1976), Hop – a je tu lidoop (1978), Jak svět přichází o básníky (1982), Návrat idiota (1999) en František je děvkař (2008). Ook speelde ze lange tijd in de soapserie Ulice, te weten van 2005 tot en met 2020.
Naast Tsjechisch sprak Hadrbolcová vloeiend Engels, Frans en Italiaans.

## Filmografie

### Film
| Jaar | Titel                | Rol                         |
| ---- | -------------------- | --------------------------- |
| 1959 | Probuzení            |                             |
| 1960 | Černá sobota         | Bruid                       |
| 1968 | Bohouš               | Dienstmeid Miluše Metelková |
| 1975 | Páni kluci           |                             |
| 1978 | Hop – a je tu lidoop | Turečková                   |
| 1979 | Od zítřka nečaruji   |                             |
| 1986 | Drahá tetičko…!      | Tante                       |
| 1999 | Návrat idiota        |                             |
| 2006 | Prachy dělaj člověka |                             |
| 2011 | Sráči                |                             |
| 2012 | Probudím se včera    |                             |
| 2013 | Křídla Vánoc         |                             |
| 2015 | Celebrity s.r.o.     |                             |
| 2017 | Miluji tě modře      |                             |
| 2019 | Přes prsty           |                             |

### Televisie
| Jaar      | Titel                             | Rol                      |
| --------- | --------------------------------- | ------------------------ |
| 1970      | Už zase skáču přes kaluže         | Moeder                   |
| 1979      | Pátek není svátek                 |                          |
| 1984      | Povídky malostranské              |                          |
| 1986      | Sardinky aneb Život jedné rodinky |                          |
| 2004      | Redakce                           |                          |
| 2008      | Pohádkové počasí                  |                          |
| 2009      | Nespavost                         |                          |
| 2010      | Škola princů                      |                          |
| 2011      | Sráči                             |                          |
| 2007-2019 | Ulice                             | Bakster Růžena Habartová |
| 2017      | Miluji tě modře                   |                          |

### Radio
| Jaar | Titel                         | Rol       |
| ---- | ----------------------------- | --------- |
| 1992 | Bohumil Hrabal: Svatby v domě | Verteller |

## Privéleven
Als student was Hadrbolcová korte tijd getrouwd. Daarna onderhield ze de rest van haar leven een relatie met cameraman Jiří Průcha.
In december 2022 werd ze opgenomen in het ziekenhuis. Op 20 november 2023 overleed ze op 86-jarige leeftijd.